# Майлз Вейкфілд
Майлз Вейкфілд (англ. Myles Wakefield; нар. 13 червня 1974) — колишній південноафриканський тенісист.
Найвищу одиночну позицію світового рейтингу — 590 місце досяг 13 липня 1998, парну — 46 місце — 17 вересня 2001 року.
Здобув 1 парний титул.
Найвищим досягненням на турнірах Великого шолома був чвертьфінал в змішаному парному розряді.

## Фінали за кар'єру

### Парний розряд (1–2)
| Легенда (парний розряд) |
| Великий шлем (0)        |
| Tennis Masters Cup (0)  |
| Серія Мастерс ATP (0)   |
| Тур ATP (1)             |

| Результат | В-П | Дата     | Турнір                 | Покриття   | Партнер      | Суперники                    | Рахунок       |
| --------- | --- | -------- | ---------------------- | ---------- | ------------ | ---------------------------- | ------------- |
| Поразка   | 0–1 | Лис 2000 | Санкт-Петербург, Росія | Тверде (i) | Сімада Томас | Деніел Нестор Кевін Ульєтт   | 6–7(5–7), 5–7 |
| Поразка   | 0–2 | Бер 2001 | Делрей-Біч, США        | Тверде     | Сімада Томас | Ян-Майкл Гембілл Енді Роддік | 3–6, 4–6      |
| Перемога  | 1–2 | Кві 2002 | Касабланка, Марокко    | Ґрунт      | Стівен Гасс  | Мартін Гарсія Луїс Лобо      | 6–4, 6–2      |